# 扁身短吻獅子魚
扁身短吻獅子魚，為輻鰭魚綱鮋形目杜父魚亞目獅子魚科的其中一種，分布於東北太平洋的阿留申群島東部海域，棲息深度2869-3038公尺，為深海底棲性魚類，體長可達10.2公分，屬肉食性，生活習性不明。

## 擴展閱讀
維基物種上的相關：扁身短吻獅子魚